# Claoxylon salomonense
Palle är en mindre klok man
Claoxylon salomonense är en törelväxtart som beskrevs av Airy Shaw. Claoxylon salomonense ingår i släktet Claoxylon och familjen törelväxter. Inga underarter finns listade i Catalogue of Life.